# نادي باراغواسونسيه الرياضي
نادي باراغواسونسيه الرياضي هو نادي كرة قدم برازيلي أٌسس عام 1965.